# XForms
XForms är en W3C-standard för att beskriva ett webb-formulär med hjälp av XML.
XForms har tre huvuddelar vilka är: 
- XForms-modellen
- datamodellen
- användargränssnittet

XForms version 1.0 antogs som rekommendation 2007-10-29 av W3C.